# Wazirabad
Wazirabad (Urdu وزیرآباد) ist eine Stadt in der Provinz Punjab in Pakistan mit  128.060  Einwohnern (2017).

## Geographie
Wazirabad befindet sich am Ufer des Flusses Chanab etwa 100 Kilometer nördlich von Lahore 62 Meter über dem Meeresspiegel.
Zum Verwaltungsgebiet der Stadt gehören die Hauptorte Ahmad Nagar, Alipur, Kailianwala, Kialasike, Kotkhizari, Pathanky, Rasol Nagar, Saroki und Sohdra.

## Geschichte
Nach dem Tod des Mogul-Herrschers Aurangzeb Alamgir im Jahre 1707 etablierten sich die Sikhs nach und nach im Punjab. Einen Moment der Schwäche nutzte die Britische Ostindien-Kompanie 1849 aus und beendete die Herrschaft der Sikh über Wazirabad. Danach war das Gebiet Teil des britischen Empires.
1947 mit der Unabhängigkeit Indiens und der Teilung des Punjab kam der größere westliche Teil mit Wazirabad zum neuen Staat Pakistan. Bei dieser Teilung kam es zu bürgerkriegsähnlichen Zuständen: Hindus flohen nach Osten und Moslems nach Westen. Beide Seiten verübten über mehrere Wochen zahlreiche Massaker an der jeweils anderen Gruppe.

## Wirtschaft und Infrastruktur
Die lokale Wirtschaft produziert unter anderem Reis, Zuckerrohr, Getreide, Eisen und Stahl, Lederwaren sowie chirurgische Instrumente.
Wazirabad ist ein wichtiger Eisenbahnknotenpunkt mit Verbindungen nach Faisalabad und Sialkot. Die Stadt liegt an der Hauptstrecke von Peschawar nach Karatschi. Die Bahnlinie verläuft auch über die 1876 vom Prince of Wales eröffnete Alexandra Bridge über den Fluss Chanab.